# CVS Pharmacy
СVS Pharmacy — крупная сеть аптек в США, вторая по величине после Walgreens. Является подразделением компании CVS Health, включает более 9000 аптек. Корпорация является крупнейшим оператором льготных аптек в стране.

## История

Логотип Consumer Value Stores, 1965 год

Ранее была известна как магазин потребительских товаров и первоначально называлась «Consumer Value Store». Основана в городе Лоуэлл (штат Массачусетс) в 1963 году.
Название «CVS» было впервые использовано в 1964 году. В том же году было открыто 17 торговых точек, а пять лет спустя — 40 магазинов.

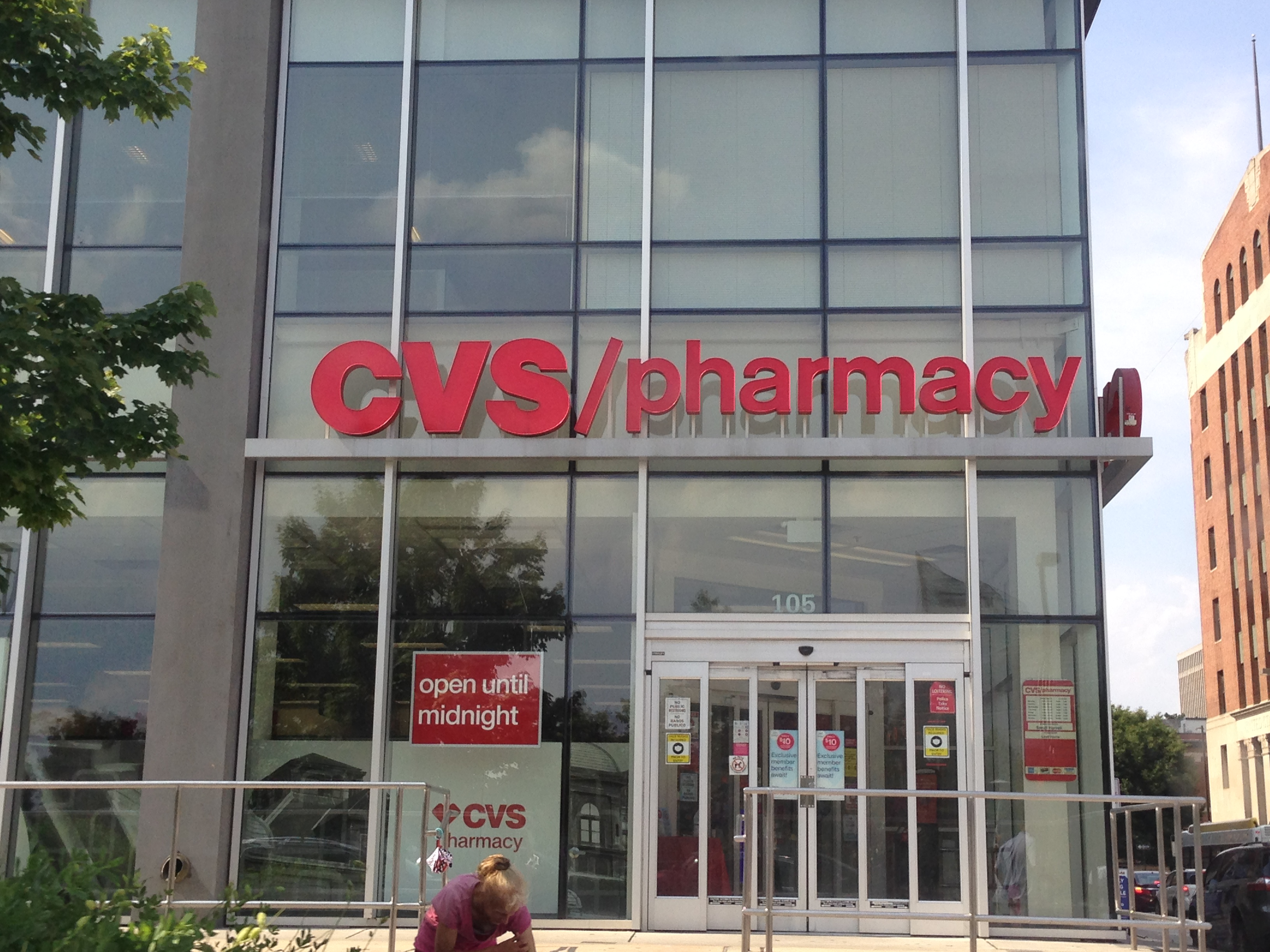
CVS в Балтимор, штат Мэриленд